# Osvaldo Torres
Osvaldo Torres (Antofagasta, Región de Antofagasta, Chile 23 de enero de 1953) es un músico folclórico y poeta chileno. Es además estudioso de la cultura aimara. fundador del grupo musical illapu.

## Biografía
Desde 1970 hasta 1977 formó parte del grupo folclórico Illapu, con quienes presentó su primera obra musical titulada "Encuentro con las raíces". Además, en 1976 compuso "Baguala india", canción que fue interpretada por Eric Maluenda dentro de conjunto; y "Chungará", canción que compuso junto a Roberto Márquez.
En 1977 lanzó su primer disco titulado "Juego de pájaros", junto con Claudio "Pájaro" Araya, producido por Sello Alerce. Gracias a un auspicio solidario suizo-chileno, el disco pudo ser presentado en Inglaterra, Suiza, Holanda y Noruega.
En 1978, por petición de mujeres de Detenidos Desaparecidos, escribió el monólogo "La vigilia para la AFDD", obra presentada clandestinamente en las iglesias. En 1979 vuelve a trabajar con Illapu, escribiendo la cantata "El grito de la raza", un homenaje a los pueblos originarios. La música fue compuesta por Roberto Márquez. Este mismo año lanza su álbum solista "Desde los Andes a la Ciudad". Por estas últimas obras fue elegido durante tres años consecutivos como el mejor compositor del año, ganando el Premio Alerce.
Durante los años 80 lanza sus discos "Levántate hijo" (1980), "Juego de pájaros" (1983) y "Cuentos del Altiplano" (1984). Desde 1985 que reside en Francia, donde ha realizado trabajos para la difusión cultural.
En 1995 lanza el disco "Les Araucans Du Chili" bajo el sello francés Audivis.
En 1999 lanza su disco "Fósil... La Continuidad", reencontrándose así con el público chileno. El 26 de mayo de este mismo año se presenta en la Sala SCD, repletándola con medios de comunicación y artistas consolidados del folclor chileno.
En 2000 lanza el disco "Escarcha y sol".
En 2009 su último disco, "Ajayu" ("espíritu" en aimara), está autoeditado en París. Algunas de las canciones son: Alegría en el Norte, El puma de Lirima, El trompetista, Amor flor, La colmena de la resistencia, Illauka, El picaflor, Para mis amigos, El zorro y la luna, Quita Urpillay, Un hálito de "democracia", Mama marka na.
Osvaldo Torres sigue viviendo en París y continua su creación artística: música, escritura y pintura.Su obra pictural se puede ver en su blog Osvaldo Torres, blog oficial de pinturas 

## Discografía

### Solista
- De los Andes a la Ciudad - 1979
- Levántate Hijo - 1980
- Juego de Pájaros - 1983
- Cuentos del Altiplano - 1984
- Juego de Pájaros, Vol. 2 - 1990
- La Mémoire du Monde - 1991
- Textes pour un Poème - 1992
- Les Araucans Du Chili - 1995
- Fósil... La Continuidad - 1999
- Escarcha y sol - 2000
- Ajayu - 2009

### Colectivo
Con Claudio Araya:
- Juego de pájaro - 1977

Con Illapu:
- Música Andina - 1972
- Chungará - 1975
- El grito de la raza - 1979
- Voces Nuevas, canción del disco Vivir es mucho más - 2007

Con Bernard Giraudeau:
- Música del CD Contes de Humahuaca - 2002
- Música del CD Le marin à l'ancre Naïve - 2004

Con Quilapayún:
- Quita Urpillay, canción del disco Siempre - 2007
- Kumbia Inca, canción del disco Solistas - 2009

Música para películas y series televisivas:
- L' été glacé , TF1
- Le Rêve Blanc , Canal Plus
- Le Manchot Royal, CNRS
- Chile Norte 1 y 2 (TV)
- Un ami chilien, Bernard Giraudeau
- Le Winnipeg

## Libros
- 15 contes d'Amérique Latine Flammarion, Francia - 1998. Traducido en español sobre el título 15 cuentos de América Latina, Editex.

- Cóndor Mallku LOM, Chile - 2007. Esteban, niño aimara del norte de Chile, en el día de su cumpleaños recibió de su abuelo uno de los mejores regalos de su niñez, Mallku, un cóndor viajero de las altas montañas. Para Esteban, cóndor Mallku era su hermano alado, su ayudante y su mejor amigo. Un día de Navidad Esteban comprende que cóndor Mallku debe emprender el vuelo para encontrarse con la Pachamama, la madre tierra.